# Неудержимые (фильм, 2002)
«Неудержимые» (англ. Steal (Riders)) — кинофильм. Приключенческий фильм 2002 года режиссёра Жерара Пиреса. Премьера состоялась 8 мая 2002 года во Франции.

## Сюжет
Группа из трёх грабителей в масках и с номерами на груди грабят банк и ловко ускользают от полиции. Успех окрыляет, но куш в 300 000 долларов не устраивает грабителей, и они планируют следующее дело. После подготовки, на 3 день четверка захватывает инкассаторский грузовик. Преследуемые машинами полиции и вертолетом, они и на этот раз ловко ускользают с двумя с половиной миллионами долларов. Руководитель группы Слим успешно проворачивает следующее дело на бирже. Полицейский комиссар Джейк Макгрудер вычисляет ловких воров, но не арестовывает, а решает нажиться на их талантах, заставив ограбить ещё один банк, на этот раз уже «для себя». Мафиози средней руки Сертейн также делает команде предложение, от которого невозможно отказаться. Новая любовница Слима детектив Карен собирается остановить все это безобразие, отогнать от «кормушки» коррумпированных полицейских и обнаглевших гангстеров, и арестовать группировку раз и навсегда, отправив всех скопом за решетку. На этот раз грабители заблокировали инкассаторскую машину на мосту. Наблюдатель от «хозяина» открывает стрельбу и убивает троих инкассаторов, при сопротивлении полицейским его сбивают, после чего он падает с моста и погибает. Прыгнув с деньгами с моста на парашютах четверка опять уходит от полиции. Однако в пути раненая Алекс умирает. Макгрудера результаты операции не устраивают, так как в инкассаторском фургоне оказался не тот груз, он требует повторения. Оказавшись между двух огней, Слиму ничего не остается, как обратиться за помощью к Карен.
Следующее ограбление федерального банка также проходит без проблем. Слим инсценирует убийство своих друзей и заманивает в фургон мафиози, который взрывается вместе с фургоном на глазах полиции. Сам же Слим успешно уходит через канализационный люк. Макгрудера арестовывают, обнаружив у него в сейфе улики, указывающие на его связь с ограблением. Карен прибывает в аэропорт с целью арестовать Слима и его друзей, однако она опаздывает. Вся группа грабителей благополучно покидает США на частном самолете.

## В ролях
- Стивен Дорфф — Слим, лидер группы
- Наташа Хенстридж — детектив Карен
- Брюс Пэйн — комиссар Джейк Макгрудер
- Стивен Беркофф — мафиози Сертейн
- Клее Беннетт — Отис
- Карен Клиш — Алекс
- Андреас Апергис — Никсдорфер

## Реакция критики
Агрегатор рецензий Rotten Tomatoes оценивает фильм на 29 %.